# Isaias de Andrade
Isaias Ribeiro de Andrade e Silva (Curitiba, 8 de fevereiro de 1797 – 10 de dezembro de 1866) foi um padre e político brasileiro.

## Biografia
Curitibano de nascimento, Isaias de Andrade foi ordenado padre, sendo vigário em sua cidade natal e também em localidades paulistas.
Em seus últimos anos de vida foi eleito deputado provincial do Paraná exercendo o mandato nos seguintes biênios: 1858/1859, 1860/1861, 1862/1863 e 1866/1867. Participou ativamente de comissões permanentes como na Eclesiástica e de Estatística. Ao retornar para a Assembléia em 1866, não pode cumprir o biênio, pois faleceu neste mesmo ano.

### Falecimento e homenagens
O padre Isaias Ribeiro de Andrade e Silva faleceu em sua cidade natal no dia 10 de dezembro de 1866.
Ainda em vida recebeu a comenda da Ordem de Cristo.
Em 1957, passados mais de noventa anos da sua morte, a cidade de Curitiba homenageou a memória do vigário de político paranaense com o batismo de uma das vias do bairro Parolin de Rua Padre Isaias de Andrade .